# 이토시마 지진
이토시마 지진(일본어: 糸島地震 이토시마지신[*])은 1898년 8월 10일 일본 후쿠오카현 후쿠오카시 부근의 이토시마반도에서 발생한 지진이다. 군발지진의 일종으로 8월 10일 21시 57분에 규모 M6.0 지진이, 8월 12일 8시 36분에 규모 M5.8 지진 등 큰 규모의 지진이 잇달아 발생해 주로 12일에 일어난 지진으로 부상자 3명, 이토시마군에서만 가옥 완전 붕괴 7동의 피해가 발생했다.
이토시마 지진은 히나타토게-오카사기토게 단층대와 가까운 후쿠오카시 서쪽 얉은 곳에서 발생했다. 하지만 이 지진이 히나타토게-오카사기토게 단층대가 일으킨 지진인지는 불확실하다. 가옥 붕괴 피해가 많았으며 액상화현상도 보고되었다. 피해 정도를 볼 때 진앙 부근 지역인 이토시마반도에서 일본 기상청 진도 계급 기준 진도5의 흔들림이, 일부 피해가 심한 지역은 진도6의 흔들림이 있었을 것으로 추정된다. 후쿠오카시와 이토시마반도 인근 육지에서 일어난 지진 중 규모가 가장 큰 지진이다.

## 같이 보기
- 후쿠오카현 서쪽 해역 지진